# Alisa Mizuki
Alisa Mizuki (in giapponese 観月 ありさ?; Nerima, 5 dicembre 1976) è un'attrice, cantante e modella giapponese, rappresentata dalla Vision Factory.

## Biografia e carriera
Nata a Nerima, Tokyo, da padre giapponese e madre giapponese-americana, Mizuki comincia a fare la modella per le riviste e ad apparire nelle pubblicità all'età di 4 anni. La sua prima parte in una serie televisiva è nel 1983, ma il suo debutto ufficiale come attrice è nel 1991 nella serie di Fuji TV Mō Dare mo Aisanai. L'anno seguente ottiene il primo ruolo da protagonista nella serie Hōkago. Prende parte anche alla popolare serie Nurse no Oshigoto, che, dopo quattro stagioni, diventa anche un film, Nurse no Oshigoto: The Movie nel 2002.
Per il suo ruolo in Chō Shōjo Reiko del 1991 vince un Japan Academy Award come Newcomer of the Year e in seguito una nomination, sempre ai Japan Academy Award, come migliore attrice per Bokunchi del 2003.
Nel maggio 1991, fa il suo debutto da cantante con il singolo Densetsu no Shōjo, pubblicato dalla Nippon Columbia. Lo stesso anno, vince il Japan Record Award come Best Newcomer. Nel 1997, cambia ufficialmente il nome da Arisa ad Alisa, e lascia la Nippon Columbia per la Avex Tune.
Nel 2009, ottiene il ruolo da protagonista nella serie televisiva Ohitorisama, e nel 2010 vince un posto nel Guinness dei primati come unica attrice ad aver interpretato la protagonista in produzioni televisive per 19 anni consecutivi.

## Filmografia

### Cinema
- Chō shōjo Reiko, regia di Takao Okawara (1991)
- Shichi-gatsu nano ka, Hare, regia di Katsuyuki Motohiro (1996)
- Nurse no oshigoto: The Movie, regia di Kazuyuki Morosawa (2002)
- Bokunchi, regia di Junji Sakamoto (2003)
- Keep on Rocking, regia di Kazuyuki Morosawa (2003)
- Tobi ga kururi to, regia di Kenji Sonoda (2005)
- Baby, Baby, Baby!, regia di Kazuyuki Morosawa (2009)

### Televisione
- Mou daremo aisanai - serie TV (1991)
- Hou ka go - serie TV (1992)
- Jyajya uma narashi - serie TV (1993)
- Itsumo kokoro ni taiyou wo - serie TV (1994)
- Help! - serie TV (1995)
- 7 gatsu 7 hi, hre - serie TV (1996)
- Nurse no oshigoto - serie TV, 62 episodi (1996)
- Ichi ban taisetsu na hito - serie TV (1997)
- Bōihanto - serie TV (1998)
- Tenshi no oshigoto - serie TV (1999)
- Yonimo kimyō na monogatari: Aki no tokubetsu hen, regia di Masato Hijikata e Mamoru Hoshi - film TV (2001)
- Diamond Girl - serie TV, episodi 1x09-1x12 (2003)
- Kimi ga omoide ni naru mae ni - serie TV, 11 episodi (2004)
- Koi no karasawagi drama special - film TV (2005)
- Oniyome nikki - serie TV (2005)
- CA to oyobi! - serie TV (2006)
- Ren'ai shousetsu, regia di Ryūhei Kitamura e Etsushi Toyokawa - film TV (2006)
- Oniyome nikki: Ii yu da na - serie TV (2007)
- Saitō san - serie TV (2008)
- OL Nippon - serie TV (2008)
- Nikutai no mon, regia di Tatsuzo Inohara - film TV (2008)
- Kochira Katsushika-ku Kameari kōen-mae hashutsujo - serie TV, 1 episodio (2009)
- Ohitorisama - serie TV, 10 episodi (2009)
- Sazae san - film TV (2009)
- Tenshi no wakemae - serie TV, episodio 1x01 (2010)
- Sazae san 2 - film TV (2010)
- Sazae san 3 - film TV (2011)
- Hanawake no yonshimai - serie TV, episodio 1x01 (2011)
- Answer ~ Keishichō Kenshō Sōsakan - serie TV (2012)
- Omukae desu

## Discografia

### Album
- 1991 - Arisa (Nippon Columbia)
- 1992 - Arisa II: Shake Your Body for Me (Nippon Columbia)
- 1994 - Arisa III: Look (Nippon Columbia)
- 1995 - Cute (Nippon Columbia)
- 1999 - Innocence (Avex Tune)
- 2011 - SpeciAlisa (Avex Tune)

### Compilation
- 1993 - Fiore (Nippon Columbia)
- 1994 - Kan-Juice (Nippon Columbia)
- 1996 - Arisa's Favorite: T.K. Songs (Nippon Columbia)
- 1997 - Fiore II (Nippon Columbia)
- 2004 - History: Alisa Mizuki Complete Single Collection (Avex Tune)

## Premi e riconoscimenti
- 1992 - Japan Academy Awards
- Vinto - Newcomer of the Year per Chō Shōjo Reiko.
- 2004 - Japan Academy Awards
- Nomination - Migliore attrice protagonista per Bokuchi.